# Stenotrema altispira
Stenotrema altispira är en snäckart som först beskrevs av Henry Augustus Pilsbry 1894.  Stenotrema altispira ingår i släktet Stenotrema och familjen Polygyridae. Inga underarter finns listade i Catalogue of Life.